# Chrysoperla sillemi
Chrysoperla sillemi là một loài côn trùng trong họ Chrysopidae thuộc bộ Neuroptera. Loài này được Esben-Petersen miêu tả năm 1935.